# Nuova Unione Sportiva Lucchese Libertas 1983-1984
Questa voce raccoglie le informazioni riguardanti la Nuova Unione Sportiva Lucchese Libertas nelle competizioni ufficiali della stagione 1983-1984.

## Rosa
| N. |                   | Ruolo | Calciatore          |
| -- | ----------------- | ----- | ------------------- |
|    | Italia (bandiera) | P     | Andrea Bertolucci   |
|    | Italia (bandiera) | D     | Roberto Arrigoni    |
|    | Italia (bandiera) | A     | William Barducci    |
|    | Italia (bandiera) | C     | Piero Bencini       |
|    | Italia (bandiera) | D     | Marcello Bernardini |
|    | Italia (bandiera) |       | Bozzetto            |
|    | Italia (bandiera) | D     | Silvio Cei          |
|    | Italia (bandiera) | P     | Alberto Dal Molin   |
|    | Italia (bandiera) | C     | Ettore Donati       |
|    | Italia (bandiera) | C     | Massimo Garfagnini  |

| N. |                   | Ruolo | Calciatore            |
| -- | ----------------- | ----- | --------------------- |
|    | Italia (bandiera) | C     | Massimo Gargani       |
|    | Italia (bandiera) | D     | Sergio Marlazzi       |
|    | Italia (bandiera) | C     | Antonino Mastrangioli |
|    | Italia (bandiera) | A     | Roberto Paci          |
|    | Italia (bandiera) | C     | Alessandro Paesano    |
|    | Italia (bandiera) | A     | Andrea Petroni        |
|    | Italia (bandiera) | D     | Pietro Ramagini       |
|    | Italia (bandiera) | C     | Gianclaudio Soldati   |
|    | Italia (bandiera) | D     | Fabio Vallini         |

## Risultati

### Serie C2

#### Girone di andata
| 19 settembre 1983 1ª giornata | Lucchese | 1 – 0 | Derthona |  |

| 26 settembre 1983 2ª giornata | Casale | 0 – 0 | Lucchese |  |

| 2 ottobre 1983 3ª giornata | Lucchese | 1 – 2 | Torres |  |

| 9 ottobre 1983 4ª giornata | Savona | 0 – 0 | Lucchese |  |

| 16 ottobre 1983 5ª giornata | Lucchese | 2 – 0 | Pontedera |  |

| 23 ottobre 1983 6ª giornata | Livorno | 1 – 0 | Lucchese |  |

| 30 ottobre 1983 7ª giornata | Massese | 1 – 3 | Lucchese |  |

| 6 novembre 1983 8ª giornata | Lucchese | 0 – 0 | Civitavecchia |  |

| 13 novembre 1983 9ª giornata | Lucchese | 1 – 1 | Cerretese |  |

| 20 novembre 1983 10ª giornata | Spezia | 0 – 0 | Lucchese |  |

| 27 novembre 1983 11ª giornata | Lucchese | 2 – 1 | Imperia |  |

| 4 dicembre 1983 12ª giornata | Vogherese | 0 – 1 | Lucchese |  |

| 11 dicembre 1983 13ª giornata | Carbonia | 1 – 1 | Lucchese |  |

| 18 dicembre 1983 14ª giornata | Lucchese | 0 – 1 | Asti TSC |  |

| 8 gennaio 1984 15ª giornata | Sant'Elena | 0 – 0 | Lucchese |  |

| 15 gennaio 1984 16ª giornata | Lucchese | 3 – 0 | Olbia |  |

| 22 gennaio 1984 17ª giornata | Alessandria | 2 – 1 | Lucchese |  |

#### Girone di ritorno
| 29 gennaio 1984 18ª giornata | Derthona | 0 – 0 | Lucchese |  |

| 5 febbraio 1984 19ª giornata | Lucchese | 1 – 0 | Casale |  |

| 12 febbraio 1984 20ª giornata | Torres | 1 – 0 | Lucchese |  |

| 19 febbraio 1984 21ª giornata | Lucchese | 1 – 1 | Savona |  |

| 26 febbraio 1984 22ª giornata | Pontedera | 2 – 0 | Lucchese |  |

| 4 marzo 1984 23ª giornata | Lucchese | 1 – 1 | Livorno |  |

| 11 marzo 1984 24ª giornata | Lucchese | 3 – 1 | Massese |  |

| 18 marzo 1984 25ª giornata | Civitavecchia | 1 – 1 | Lucchese |  |

| 1º aprile 1984 26ª giornata | Cerretese | 0 – 0 | Lucchese |  |

| 8 aprile 1984 27ª giornata | Lucchese | 0 – 0 | Spezia |  |

| 15 aprile 1984 28ª giornata | Imperia | 1 – 1 | Lucchese |  |

| 29 aprile 1984 29ª giornata | Lucchese | 1 – 0 | Vogherese |  |

| 6 maggio 1984 30ª giornata | Lucchese | 1 – 0 | Carbonia |  |

| 13 maggio 1984 31ª giornata | Asti TSC | 2 – 1 | Lucchese |  |

| 20 maggio 1984 32ª giornata | Lucchese | – n.d. | Sant'Elena |  |

| 27 maggio 1984 33ª giornata | Olbia | 1 – 1 | Lucchese |  |

| 3 giugno 1984 34ª giornata | Lucchese | 1 – 2 | Alessandria |  |